# Северо-сахарские степи и редколесья
Северо-сахарские степи и редколесья — пустынный экологический регион в биоме пустынь и засухоустойчивых кустарников, образующий северные окраины Сахары. Регион пересекает Северную Африку в восточном и западном направлениях, расположен к югу от экорегиона субтропических средиземноморских сухих редколесий и степей (Магриб и Киренаика). Зимние дожди поддерживают и подкрепляют кустарники и сухие леса, которые образуют экотон между средиземноморскими климатическими регионами на севере и очень засушливым экорегионом пустыни Сахара на юге.

Карта экорегиона северносахарских степей и лесных массивов

## География
Северносахарские степи и леса занимают площадь в 1 675 300 квадратных километров и расположены на территории таких североафриканских государств, как Алжир, Западная Сахара, Египет, Ливия, Мавритания, Марокко и Тунис.
Климат в экорегионе жаркий и сухой летом, но прохладный, с некоторым количеством осадков, зимой. Атлантические депрессии иногда проникают вглубь материка в период с октября по апрель. Количество осадков неустойчиво, в среднем 100 мм на севере и 50 мм на юге. Летом температура воздуха регулярно повышается до 40—45 °C, а испарение значительно превышает количество осадков.

## Экология
В экологическом регионе существуют различные разновидности среды обитания, включая песчаные системы, скалистые плато, вади, депрессии и горы. Каждая из них имеет свои характерные особенности, и в экорегионе наблюдается значительный эндемизм как растений, так и животных. Мелкие млекопитающие, эндемичные для Сахары, включают в себя четырёхпалого тушканчика (Allactaga tetradactyla), североафриканскую песчанку (Gerbillus campestris), песчанку Джеймса (G. jamesi), бледную песчанку (G. perpallidus), прибрежную песчанку (G. simoni), нофилийскую песчанку (G. syrticus), жирнохвостую песчанку (Pachyuromys duprasi) и африканскую песчанку (Meriones shawi). В числе более крупных млекопитающих газель-доркас (Gazella dorcas), обыкновенная газель (Gazella cuvieri) и песчаная газель (Gazella leptoceros). Экорегион является местом обитания множества змей и ящериц, в том числе двух эндемичных видов: изменчивой агамы (Trapelus mutabilis) и геккона Наттерера (Tropiocolotes nattereri). Также в регионе проживает несколько видов амфибий, таких как марокканская жаба (Bufo brongersmai), эндемик побережья Северной Африки. Среди видов птиц исследователями выделяются вихляй (Chlamydotis undulata) и нубийская африканская дрофа (Neotis nuba), численность которых существенно сократилась из-за деятельности охотников и браконьеров.